# ساندرز مک لین
ساندرز مک لین (به انگلیسی: Saunders Mac Lane) (زاده ۴ اوت ۱۹۰۹ در کنتیکت – درگذشته ۱۴ آوریل ۲۰۰۵ در کالیفرنیا) ریاضیدان اهل آمریکا بود. او به ویژه به دلیل سهمش در بنیانگذاری نظریه رده‌ها نامدار است.

## زندگی و کارنامه
وی از سال ۱۹۲۶ تا ۱۹۳۰ در دانشگاه ییل تحصیل کرد و پس از دوره کارشناسی، با دریافت بورسی به دانشگاه شیکاگو رفت و در آنجا درجه کارشناسی ارشد را دریافت کرد. او سپس در سال ۱۹۳۱ برای ادامه تحصیلات به گوتینگن رفت که در آن زمان مرکز بزرگ ریاضیات جهان به‌شمار می‌رفت و در سال ۱۹۳۴ درجه دکتری ریاضیات را دریافت کرد ولی به دلیل وضع سیاسی زمان و روی کار آمدن حزب نازی ناچار به ترک آلمان شد و دوباره به آمریکا رفت. مک لین تا سال ۱۹۳۶ در دانشگاه هاروارد بود و سپس به دانشگاه کورنل و پس از آن شیکاگو رفت. او در سال ۱۹۳۸ توانست شغل استادیاری در دانشگاه هاروارد بیابد که سپس به درجه استادی تمام ارتقا یافت. وی که در جریان جنگ جهانی دوم بیشتر به ریاضیات کاربردی روی آورده بود، در سال ۱۹۴۷ کرسی استادی در دانشگاه شیکاگو به دست آورد و در سال ۱۹۸۲ در همان‌جا بازنشسته شد.
زمینه کاری مک لین به جز ریاضیات کاربردی، جبر و نظریه رده‌ها و همچنین توپولوژی جبری و نظریه بافه‌ها بود. او به همراه گرت بیرکهف در سال ۱۹۴۱ کتابی با نام «جبر مدرن» نوشت که از بدل به کتاب درسی استانداردی در این زمینه شد.